# Ялина європейська

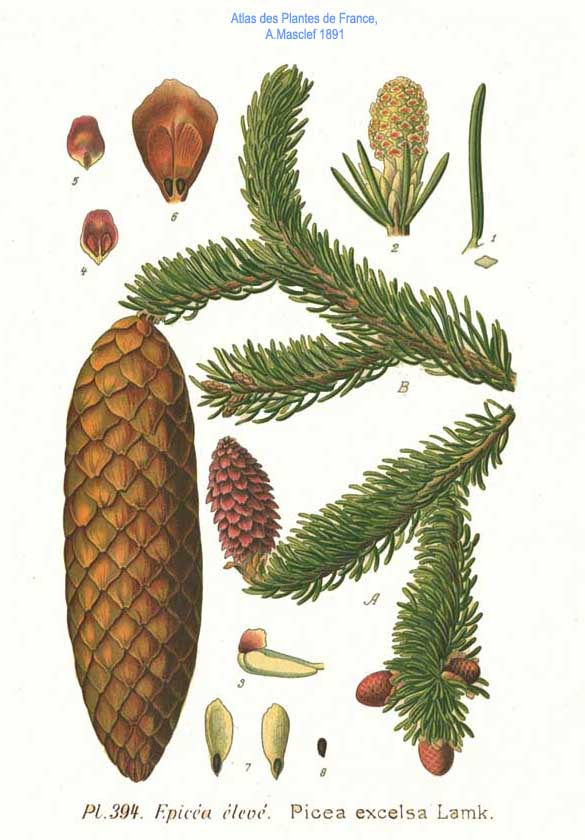

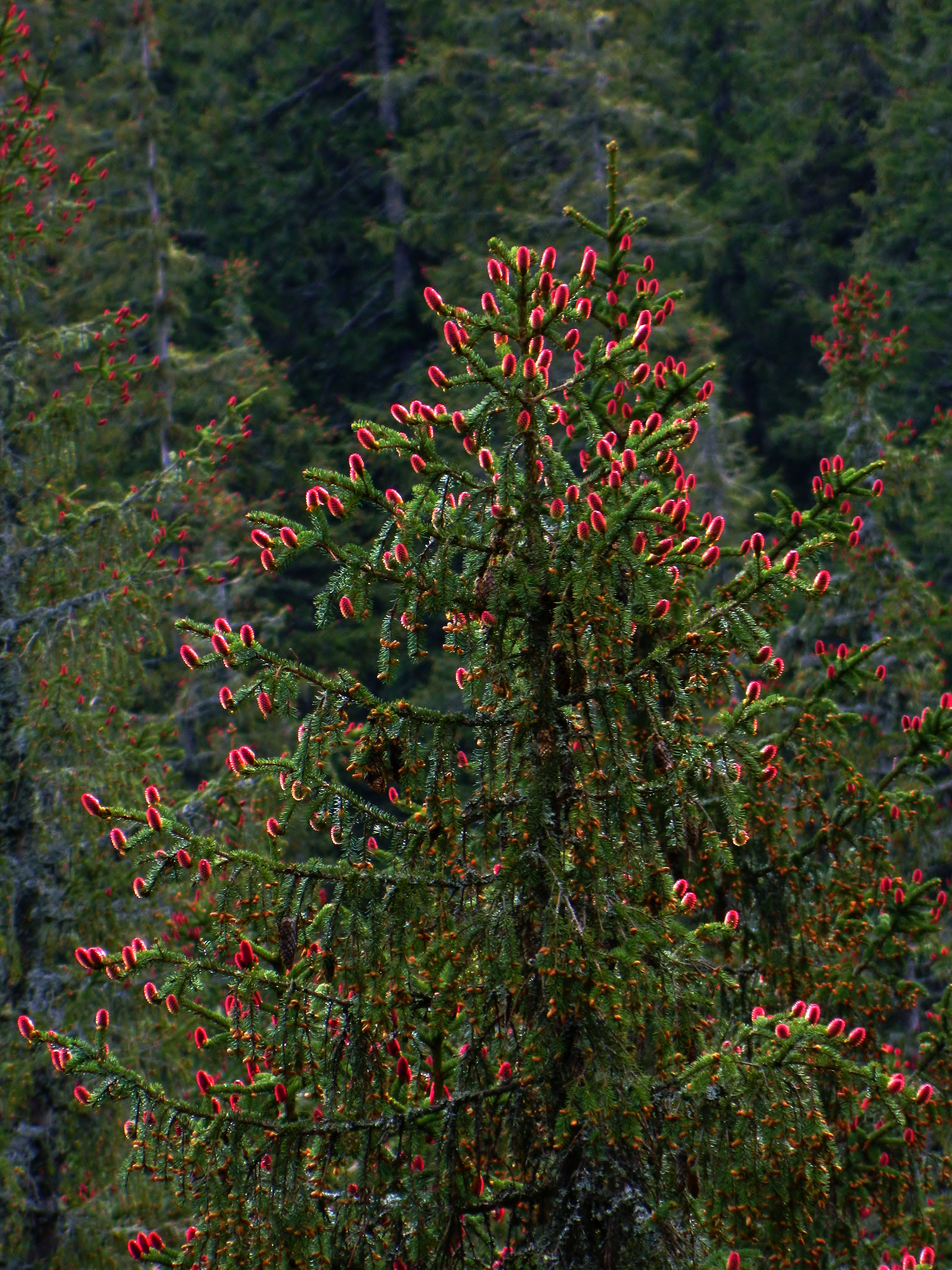
Молоді смерекові шишки навесні (Чорногора, Українські Карпати)

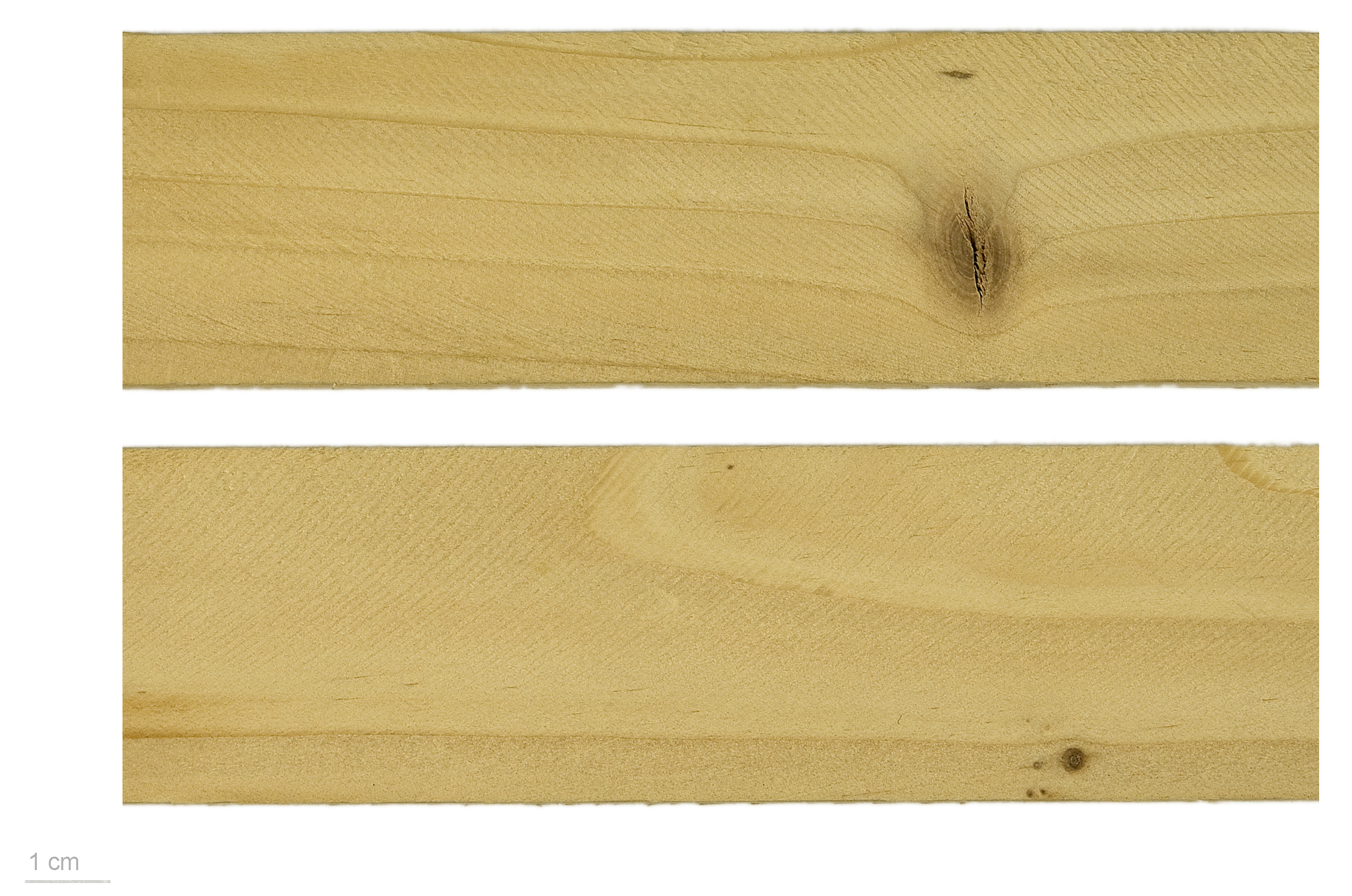
Деревина Picea abies

Ялина звичайна, ялина європейська, смерека (Picea abies) — високе дерево (25—40 м) родини соснових (Pinaceae) з яскраво зеленою гостроконусоподібною або пірамідальною густою кроною.

## Назва
В українській мові ялина європейська має багато місцевих назв. Зокрема, у Диканському районі Полтавської області побутує назва єль, у Славутському районі Хмельницької області — смеречина, на Лемківщині — смерека. Також у науковій номенклатурі вживається назва ялина звичайна. Латинський видовий епітет abies означає «ялицеподібний».

## Характеристика
Кора сіра або червонувато-бура з дугоподібними вертикальними тріщинами або лусками. Молоді пагони зелені з загостреними буруватими бруньками. Хвоя розміщена почергово, шорстка, колюча, чотиригранна (1,3—2,5 см завдовжки), загострена, блискуча, тримається 5—6 (12) років. Кріпиться хвоя до спірально розташованих виростів кори — подушечках (1-1,5 мм завдовжки), які залишаються після опадання хвої, добре помітні на пагонах. Рослина однодомна. Запилюється у травні. Насіння достигає у рік запилення.
Чоловічі шишечки видовжено-циліндричні (20—25 мм завдовжки), червонуваті, розміщені на кінцях торішніх пагонів. Жіночі шишечки зеленуваті або малинові (10—15 мм завдовжки), циліндричні, розміщені на кінцях молодих гілочок. Стиглі шишки довгасто-циліндричні (10—15 см завдовжки), спочатку зелені або фіолетові, пізніше бурі, повислі, блискучі. Луски дерев'янисто-шкірясті, випуклі, широкі, обернено-яйцеподібні, по краю виїмчасті або зубчасті. Насіння яйцеподібної форми, з гострим носиком, матове, бурувате з світло-коричневим крилом.

## Поширення
Росте ялина у верхньому ярусі хвойних і мішаних лісів. Це важлива лісотвірна порода, зрідка трапляється в другому ярусі соснових лісостанів. В горах піднімається на висоти до 1 800 м над рівнем моря. Тіньовитривала, морозостійка рослина.
Поширена в Карпатах, рідше у Прикарпатті, місцями в західному та лівобережному Поліссі, західному і волинському Лісостепу. Вона займає 9,9 % державного лісового фонду України. Широко культивується по всій країні.
Одна з ялин Швеції досягла віку в 9 550 років, це найстаріше дерево у світі, можливо воно почало рости щойно льодовик залишив цю ділянку.

## Практичне використання
Танідоносна, деревинна, смолоносна, лікарська, медоносна, жироолійна, ефіроолійна, вітамінозна, кормова і декоративна рослина.
Кора ялини містить значну кількість (7—16 %) танідів. Екстракт з ялинової кори є одним з важливих дубителів і розцінюється на світовому ринку майже нарівні з відомим дубителем — південноамериканським квебрахо. Сировиною для одержання дубильного екстракту є кора, знята з дерева у віці від 20 до 80 років. Ялина має перевагу перед іншими рослинами-танідоносами: у неї період достигання деревини збігається з найбільш високим вмістом танідів. Таніди ялини використовують для виправляння важких шкур як у чистому вигляді, так і в суміші з іншими танідами.
Деревина ялини білого кольору з легким жовтуватим відтінком, блискуча. За кольором заболонь не відрізняється від стиглої деревини. Деревина легка, м'яка, добре колеться, порівняно з сосною менш міцна, легша, малосмолиста, проте менш стійка проти загнивання, важче обробляється, бо має велику кількість сучків. Добра сировина для целюлозно-паперової промисловості (виробництво целюлози, паперу, штучного шовку). Це зумовлено високою якістю сировини (довгі волокна, однорідне забарвлення деревини, яке зберігається тривалий період, менш смолиста і слабо вражається синявою).
У вигляді круглого лісу використовують у житловому будівництві (на крокви), на телеграфні й телефонні стовпи, поряд із сосною йде для кріплення шахт, у тесаному вигляді використовується для будівництва барж, човнів, для виробництво бочок, для виготовлення покрівельної дранки, пакувальних стружок. З деревини ялини виготовляють музичні інструменти, меблі, фанеру, яка використовується в літакобудуванні, деталі для ткацьких верстатів, сірникову соломку тощо.
Добувають з дерева й живицю. Вона рідша і важче кристалізується, ніж соснова. З неї одержують скипидар (вихід низький, 10—12 %) і каніфоль (мало відрізняється від соснової). Скипидар і каніфоль використовують у медицині та для виробництва лаків і фарб.
В народній медицині використовують бруньки при мікроінфарктах, міо- та ревмокардитах, туберкульозі легенів. Маззю, виготовленою з суміші: смола+свинячий жир+віск, лікують фурункули та інші нариви.
З ялини бджоли можуть збирати пилок. В окремі роки хвоя її інтенсивно виділяє медвяну росу, з якої бджолина сім'я за день може зібрати до 4 кг падевого меду. Цей мед має смолистий запах і смак, і темно-зелений колір. Шкідливий для бджіл, і його не можна залишати для зимівлі, через високий вміст зольних та білкових речовин, які згодом накопичуються в кишці. Але для людей він навіть корисний, ще й має незвичний колір, тому користується попитом.
Насіння ялини містить жирну олію, яку добувають пресуванням або екстрагуванням. Вихід олії із знекриленого насіння — 25—35 %. Жирна ялинова олія золотисто-жовтого кольору, має запах скипидару, придатна для виготовлення оліфи. З хвої одержують ефірну олію, яку використовують у парфумерії. З хвої, крім того, виготовляють концентрат протицинготного вітаміну С.
Хвоя й гілки ялини мають певну кормову цінність. Вони містять мало протеїну (6,9—8,9 %), який має низьку перетравність і багато жиру (6—6,1 %). Перетравність жиру висока: 9—10 кг ялинової хвої або 5—6 кг тирси становлять одну кормову одиницю. Хвоя містить стільки ж каротину, як високоякісне сіно, проте вона має відносно багато танідів (3,5—6,5 %) і речовин, що викликають запалення шлунково-кишкового тракту. Тому слід бути обережним при годівлі свійських тварин хвоєю ялини: у свіжому вигляді вона шкідлива. Краще поїдають вівці.
Ялина європейська — гарна декоративна рослина. Проте вона негативно реагує на сухість і забрудненість повітря димом, пилом та газами. Має багато декоративних форм: плакучу, колоноподібну, пірамідальну, кулясту та інші. Рекомендується для поодиноких, групових і алейних насаджень, для живоплотів і високих стін. Висаджують уздовж залізниць у вигляді густих огорож, тут вона виконує снігозахисні функції. Вирощують також як новорічну ялинку. Щоправда, вона швидше осипається, ніж ялиця.

## Збір, переробка та зберігання
Для виготовлення дубильного екстракту кору ялини заготовляють під час рубок догляду і на лісосіках, цілорічно із здорових дерев. Дозволяється заготовляти кору двох сортів:
- перший сорт — кора без деревини з внутрішнього боку,
- другий сорт — кора, що має з внутрішнього боку деревину (не більше 10  % від ваги).

Сушать кору під навісами або в приміщеннях з доброго вентиляцією. Відносна вологість кори не повинна перевищувати 16 %, вміст танідів — не менше 7 %. Кора не повинна мати гнилі, червоточин, глибокої цвілі. З внутрішнього боку кора повинна бути гладенькою і чистою, ясно-коричневого і коричневого кольору; зовнішній бік — гладенький і шорсткий, темний, сіро-буруватий.
Живицю з ялини одержують шляхом підсочки живих дерев. Кари мають вигляд оголених ділянок стовбура заввишки 1—2 м і завширшки 3—10  см. Така форма кар ґрунтується на тому, що з горизонтальних смоляних ходів деревини ялини живиця виділяється в незначній кількості. Основна ж маса смоли виділяється по краях кар з напливів, що утворюються при заростанні рани.
При тривалій підсочці дерева ялини уражуються грибами, після чого інтенсивно розвиваються гнилі. Тому цей метод підсочки не можна впроваджувати у виробництво в широких масштабах. Впроваджується інтенсивний метод підсочки за один сезон у рік рубки. Для цього на початку літа знімають усю кору по окружності нижньої частини стовбура на висоту до 1,5 м, Живицю збирають раз через 2—3 місяці після зняття кори.
Шишки для добування олії з насіння збирають восени або взимку. Врожайні роки — раз на 4—6 років. Доцільно збирати на зрубаних деревах під час лісозаготівель. Добувають насіння з шишок на сушарках різних типів (сонячних — розісланий на сонячному місці брезент, вогняних, парових). Після висушування насіння легко висипається з шишок. Щоб відокремити крилатки, насіння насипають у мішки і б'ють довбнями. При масових заготівлях насіння знекрилюють на машинах на переробних пунктах.